# 裸巨口魚
裸巨口魚（学名：Grammatostomias dentatus）为輻鰭魚綱巨口鱼目巨口鱼科的其中一種。分布於大西洋熱帶致溫帶海域，為深海魚類，棲息深度可達3786公尺，體長可達15.9公分。

## 扩展阅读
維基物種上的相關：裸巨口魚